# Heidi Klum
Heidi Klum (født 1. juni 1973) er en tysk supermodel, skuespillerinde, modedesigner, TV-producent og kunstner. Hun blev født i Bergisch Gladbach i Nordrhein-Westfalen i Tyskland.

## Karriere
Klum blev kendt efter at hun optrådte i Sports Illustrated's badetøjsnummer og et Victoria's Secret-katalog. I tillæg med sin modelkarriere har hun optrådt i flere TV-serier, inklusive Spin City og Sex and the City. Hun havde også rollen som en temperamentsfuld frisør i filmen Blow Dry, en kæmpe i filmen Ella Enchanted og i rollen som Ursula Andress i The Life and Death of Peter Sellers.
I december 2004 blev hun værtinde på realityshowet Project Runway i USA, hvor modedesignere kæmper om muligheden for at vise sin tøjkollektion på New York Fashion Week, samt at modtage penge til at lancere sit eget tøjmærke.
I december 2005 blev hun også værtinde på den anden sæson af Project Runway og for Germany's Next Top Model, den tyske version af Top Model. Serien blev en succes, men ikke uden en del kontrovers. En tysk feministgruppe opfordrede til boykot af serien efter at en af deltagerne blev stemt ud, fordi hun var "for tyk".[kilde mangler]
I 2012 var hun vært for MTV's EMA.